# Зингер (компания)
Зингер (англ. Singer Corporation) — американская корпорация, производитель бытовой техники (швейных машин, электроприборов), двигателей, мебели и другой продукции, основанный как IM Singer & Co. в 1851 году Исааком М. Зингером и нью-йоркским юристом Эдвардом Кларком. Наиболее известна своими швейными машинами.
В 1865 году была переименована в Singer Manufacturing Company, затем в Singer Company в 1963 году.
Базируется в Ла-Верне, штат Теннесси, недалеко от Нэшвилла. Первая крупная фабрика компании для массового производства была построена в 1863 году в городе Элизабет, штат Нью-Джерси.

## История
Основана в 1851 году Айзеком Зингером и его компаньоном Эдвардом Кларком как I. M. Singer & Co. Оригинальный дизайн Зингера был первой практичной швейной машиной для домашнего использования. Она включала базовую иглу с заостренным концом и замковый стежок, разработанный Элиасом Хоу, который выиграл иск о нарушении патентных прав против Сингера в 1854 году.

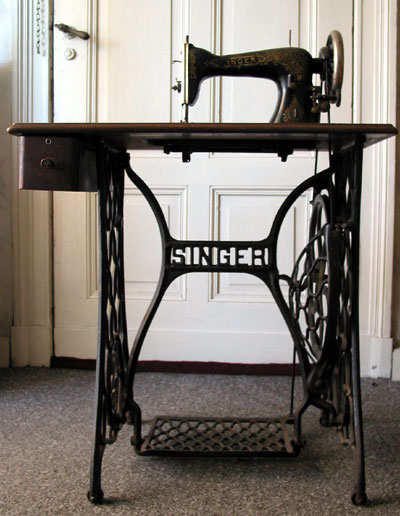
Историческая швейная машинка «Зингер» (чугунная, с ножным приводом)

Компания в августе 1851 года получила патент № 8294 для усовершенствованной швейной машины, которая включала колесо круглой подачи, регулятор нити и мощность, передаваемую зубчатыми колесами и валом.
Зингер накопил достаточно патентов в этой области, что позволило ему заняться массовым производством.
В 1855 году компания начала продавать свои машины на международном рынке, и в том же году завоевала первый приз на Всемирной выставке в Париже. К 1860 году компания стала крупнейшим производителем швейных машин в мире.
В 1865 году переименована в Singer Manufacturing Company. В 1885 году компания выпустила первую швейную машину с «вибрационным челноком», усовершенствовав современные конструкции с поперечным челноком (см. шпульные шпульки).
На выставке электротехники в Филадельфии компания продемонстрировала первую работоспособную электрическую швейную машину. Начала массовое производство бытовых электрических машин в 1910 году. Зингер также был новатором в области маркетинга и пионером в продвижении использования планов платежей в рассрочку.

Корпорация положила начало франчайзингу, когда в середине XIX века стала заключать с дистрибьюторами товара (швейных машин) письменный договор на передачу франшизы, которым передавалось право на продажу и ремонт швейных машин на определённой территории США.

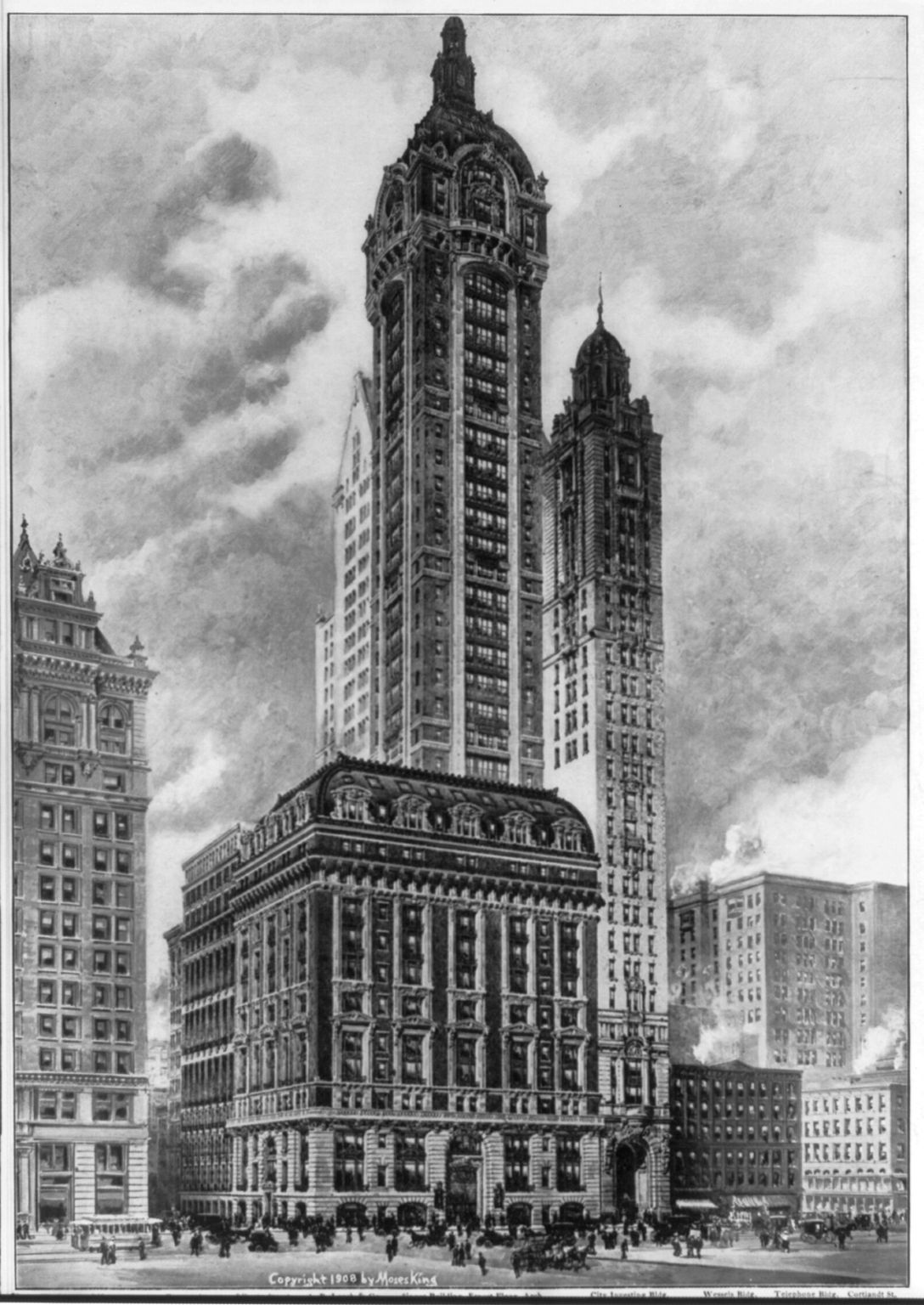
Зингер-Билдинг, Нью-Йорк, 1908

Первоначально основное производство было сосредоточено в штате Нью-Йорк. В настоящее время находится в основном в Ла-Вёрне, Теннесси.
Штаб-квартира компании с 1908 года располагалась в Нью-Йорке, в специально построенном одноимённом небоскрёбе (высота — 187 метров, 47 этажей), снесённом в 1968 году.
Знаменитый Дом Зингера, спроектированный архитектором Павлом Сюзором, был построен в 1902—1904 годах на Невском проспекте в Санкт-Петербурге как штаб-квартира российского отделения компании. Данное современное здание (находящееся напротив Казанского собора) официально признано объектом историко-культурного наследия России.
В 1963 компания переименована в The Singer Company.
С 1959 по 1967 год Зингер производил швейные машины в Австралии на специально построенном заводе в западном пригороде Сиднея Пенрит.
В 2018 году крупный заводской пожар уничтожил дистрибьюторский офис и склад Singer в Севен-Хиллз, Сидней.

## Деятельность

### Продукция гражданского назначения
Текстильно-швейное оборудование
Электронно-вычислительная техника
- персональный компьютер для бизнеса Singer System 10[англ.] (1970)

Автомототранспорт
- скутер «Зингер-скутер[англ.]» (производившиеся на экспорт для азиатских стран)

### Продукция военного назначения
В годы гражданской войны в США член династии Зингеров (кузен основателя компании), оружейник Э. К. Зингер совместно с инженером Дж. Р. Фретуэллом разработали «Зингермину» — плавучую мину, при помощи которой военнослужащие торпедного бюро секретной службы Конфедерации минировали порты и прибрежные участки.
В годы Первой мировой войны компания производила:
- гидропневматические тормоза отката 75-мм полевых пушек образца 1897 года (серийное производство, 2500 шт., 1918), производились на фабрике в Элизабетпорте, штат Нью-Джерси[6][7]
- промышленное оборудование для тяжёлой текстильной промышленности по выпуску изделий из грубой ткани (лямок) для армии[8][9]

В межвоенный период и в годы Второй мировой войны компания производила:
- прибор управления зенитным огнём M5 типа предиктора Керрисона[англ.] (серийное производство, 23 тыс. шт., 1940, 1942—1944), производился на фабрике в Элизабетпорте, штат Нью-Джерси[10][11]
- пистолет M1911 (мелкосерийное производство, 500 шт., 1942), производился на фабрике в Вустере, штат Массачусетс[12]

В годы Холодной войны подразделения группы оборонных производств (Singer Defense Systems Group) Librascope, Kearfott, Dalmo Victor, а затем HRB-Singer занимались производством электронного и радиоэлектронного оборудования для военных нужд:
- автоматизированные системы управления войсками типа 473L[англ.] (совместно с IBM)
- системы управления ракетным вооружением
- системы навигации летательных аппаратов и ракет;
- бортовое радиоэлектронное оборудование летательных аппаратов;
- доплеровские бортовые навигационные радиолокаторы AN/APN-185, AN/APN-187, AN/APN-190, AN/APN-210 для военных самолётов и вертолётов;
- средства радиоэлектронного подавления и постановки активных помех;
- радиолокационные средства предупреждения об угрозе ракетного обстрела.

### Исследования
HRB-Singer, Inc. — дочерняя компания в структуре корпорации с подразделениями в Бингемтоне, штат Нью-Йорк (Link Division); Литл-Фолс, штат Нью-Джерси (Kearfott, военная электроника); Плезантвиле, штат Нью-Йорк (GPI, авионика); Уэйне, штат Нью-Джерси (GPI); Силвер-Спринге, штат Мэриленд (авиатренажёры); Колледж-Стейшен, штат Пенсильвания (социальные науки) и Саннивейле, штат Калифорния (топогеодезические исследования).
Также занималась широким спектром исследований на военную тематику от фундаментальных исследований в области прикладных наук, гидродинамики, аэродинамики и структурной механики, эргономических исследований,
разработки телекоммуникационных технологий,
защищённых каналов связи и передачи информации (текстовой, цифровой, аудиовизуальной информации и голосовой связи), аппаратуры оптического распознавания символов для ОКНШ и РУМО,
созданием топогеодезических систем для полевой артиллерии и ракетных войск,, созданием цифровых программно-аппаратных комплексов подготовки лётного состава (авиационных тренажёров и симуляторов воздушной обстановки) для ВВС США.
Также биомедицинскими исследованиями (до курьёзных на первый взгляд направлений исследований, например, ускоренного восстановления тембра голоса после гелиевой ингаляции для водолазов и подводников), исследованиями в области бихевиористики и биофизики, принятия решений военнослужащими, изучением дисциплинарных проблем в среде военнослужащих и путей их решения и различными прикладными психологическими (бихевиоральными) исследованиями в области социальных наук, в частности, изучением эффективности американских гуманитарных программ для склонения общественного мнения местного населения в третьих странах на свою сторону, вплоть до ситуационного моделирования и прогнозирования поведенческих моделей больших масс населения и разработки технологий анализа эффективности пропаганды собственной и противника (советской, то есть).

## Филиалы и подразделения

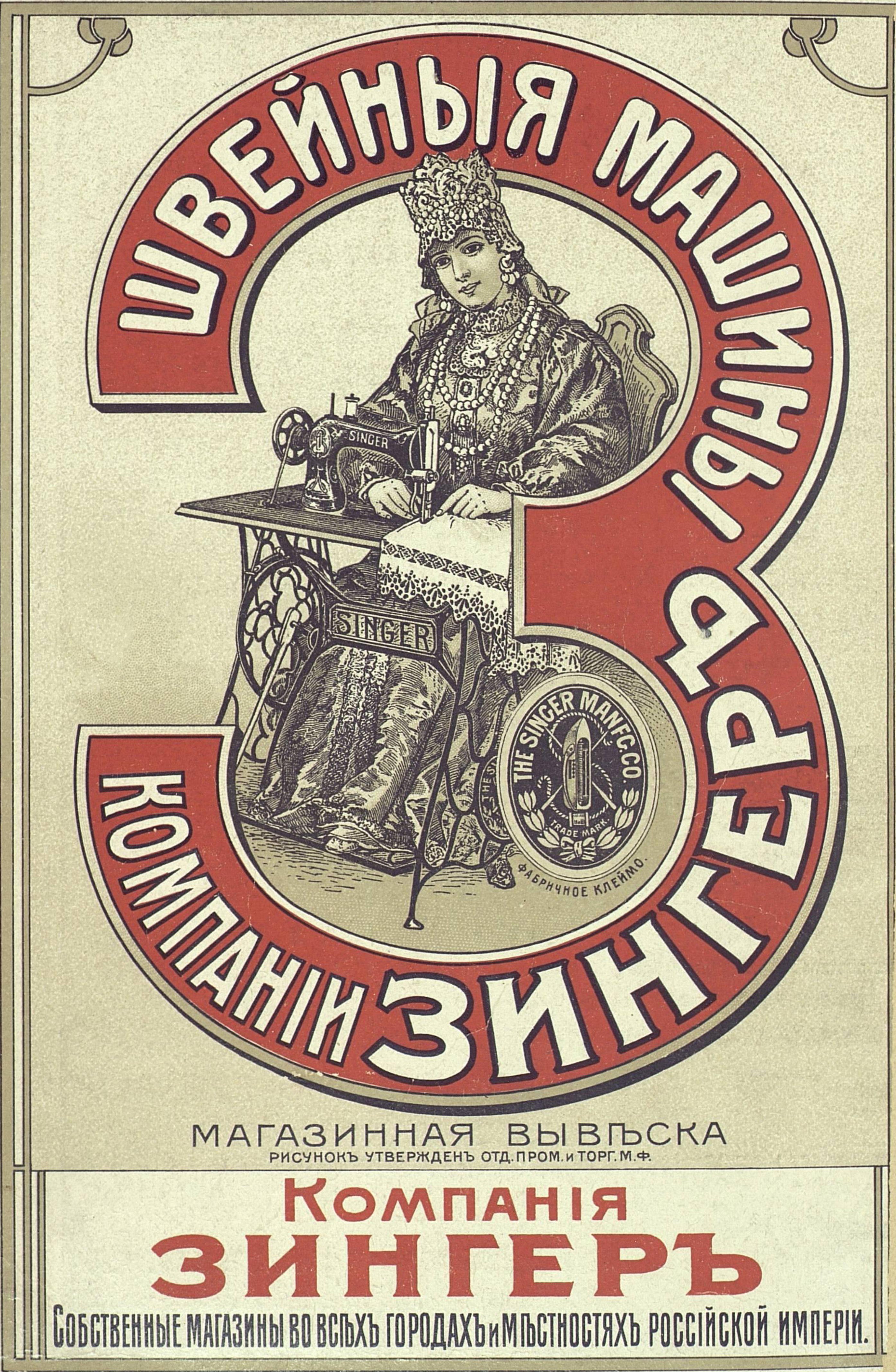
Реклама. 1906.

«Зингер» владела большим количеством заводов и фабрик за пределами США — в Британской империи, странах Европы, в Российской империи и других странах. Кроме того, компания обладала обширной дилерской сетью по всему миру.
Завод мануфактурной компании «Зингер», а затем акционерного общества «Зингер и Ко» в Российской империи располагался в Подольске (1900—1918) — Подольский завод швейных машин (после национализации — завод «Госшвеймашина»), а главная контора в Петрограде. Имелись отделения в Баку, Тифлисе, Ташкенте и Чарджуе.
После октябрьского переворота 1917 года заводы были национализированы советским правительством.

## Швейная машина «Зингер»
в России и СССР
Швейная машина «Зингер» американской компании поставлялась в том числе и в Россию. К началу XX века доставлять их из-за океана стало невыгодно — появилось множество конкурентов за меньшую цену, поэтому руководство компании решило основать производство швейных машин в подмосковном Подольске. Строительство завода началось в 1900 году. Он должен был покрывать потребности рынков России, Турции, балканских стран, Персии, Японии и Китая. В 1902 году было запущено производство станин. В 1905 году завод выпустил 5430 машин местного производства. К 1914 году компания произвела 600 тыс. единиц продукции (оборот предприятия составил 63,5 млн рублей). Сам завод превратился в крупнейшее в Европе производство швейного оборудования, которое продавалось во многих странах. Российский филиал компании выстроил офис на Невском проспекте Санкт-Петербурга.
В 1918 году завод в Подольске был национализирован большевиками, и до 1923 года практически не производил продукции. Производство швейных машин было возобновлено в 1923 году сначала под торговой маркой «Госшвеймашина», а с 1931 года — «ПМЗ» (Подольский механический завод).. При этом дизайн советских машин был практически скопирован с дореволюционной машины «Зингер». После Второй мировой войны завод был значительно обновлён за счёт оборудования, вывезенного с завода «Зингер» в Виттенберге. В 1994 году завод был приобретён корпорацией Semi Tech, обладателем торговой марки Singer. В начале 2000-х завод закрылся. В 2011 году в Подольске установлен памятник швейной машине «Зингер».

### В русской культуре
- Швейная машинка компании «Зингер» упоминается в песне «Хоп, мусорок»[23] блат-поп группы «Воровайки» («Первый альбом», 2001).
- В 2002 году поэтесса Лена Элтанг опубликовала стихотворение «Зингер, чёрная сестричка»[24].
- В 2011 году в Новосибирске установлен памятник швейной машинке «Зингер»[25].
- Также памятник установлен в Подольске у входа в краеведческий музей https://pkmuseum.ru/